# مناهم دگانی
مناهم دگانی (انگلیسی: Menahem Degani; ۱۸ اوت ۱۹۲۷ – ۲۳ نوامبر ۲۰۱۸) بازیکن بسکتبال اهل اسرائیل بود. وی در بازی‌های المپیک تابستانی ۱۹۵۲ شرکت کرده‌است.